# Taurus PT 938

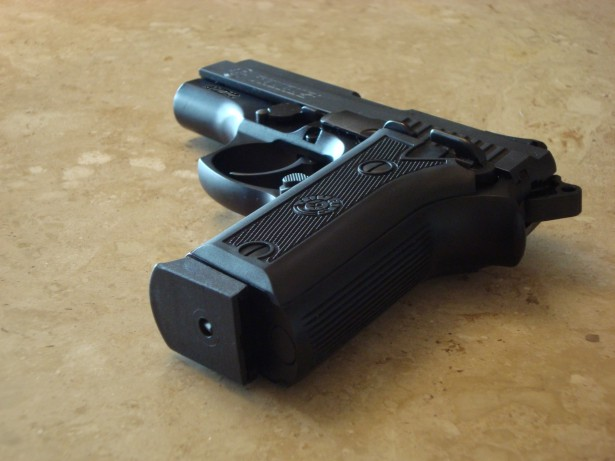
Pistola PT-938 em visão perspectiva

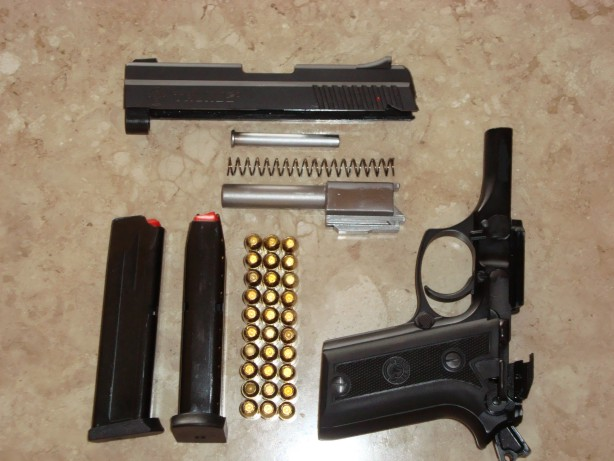
Pistola desmontada para limpeza

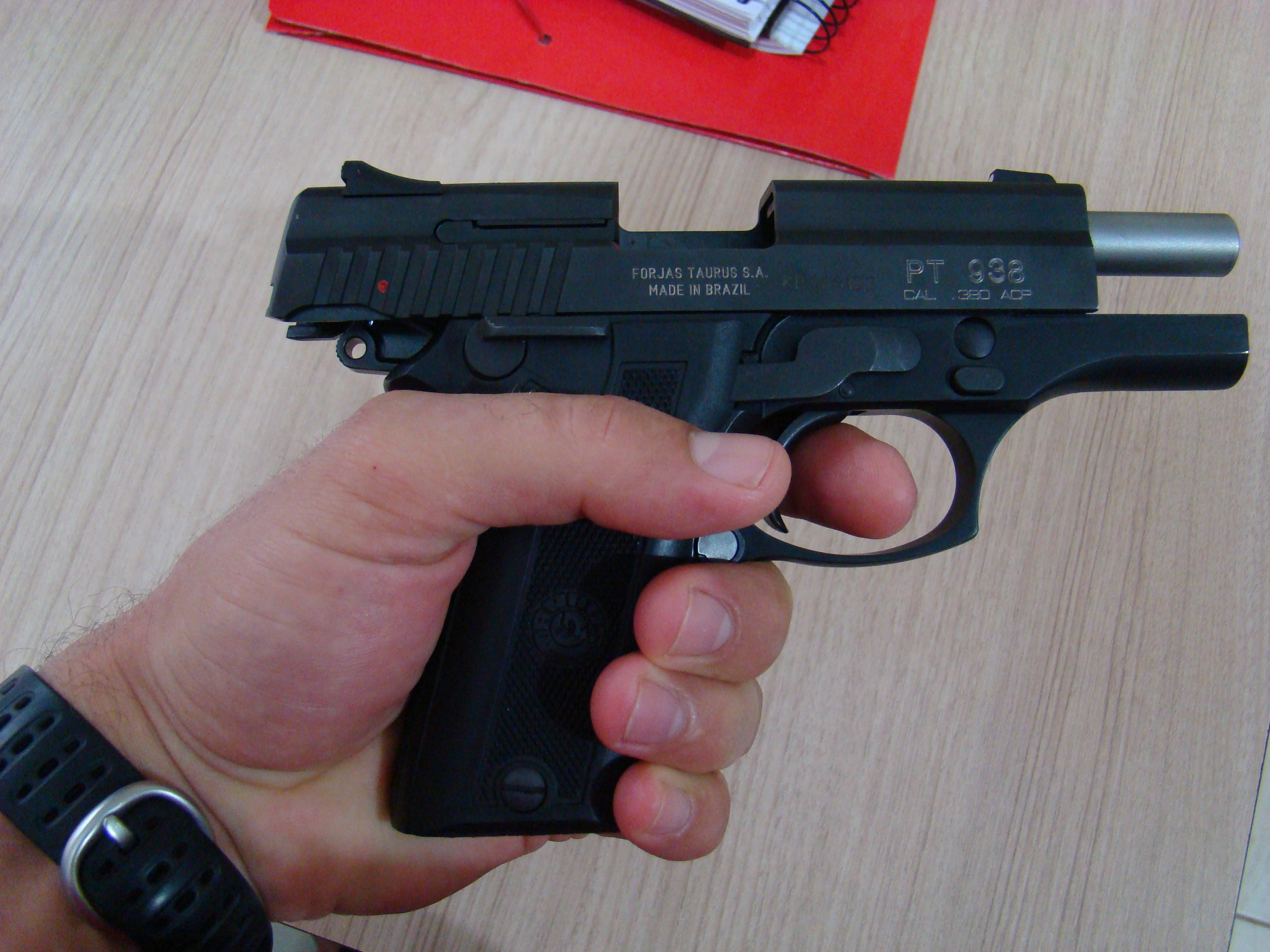
Slide retido

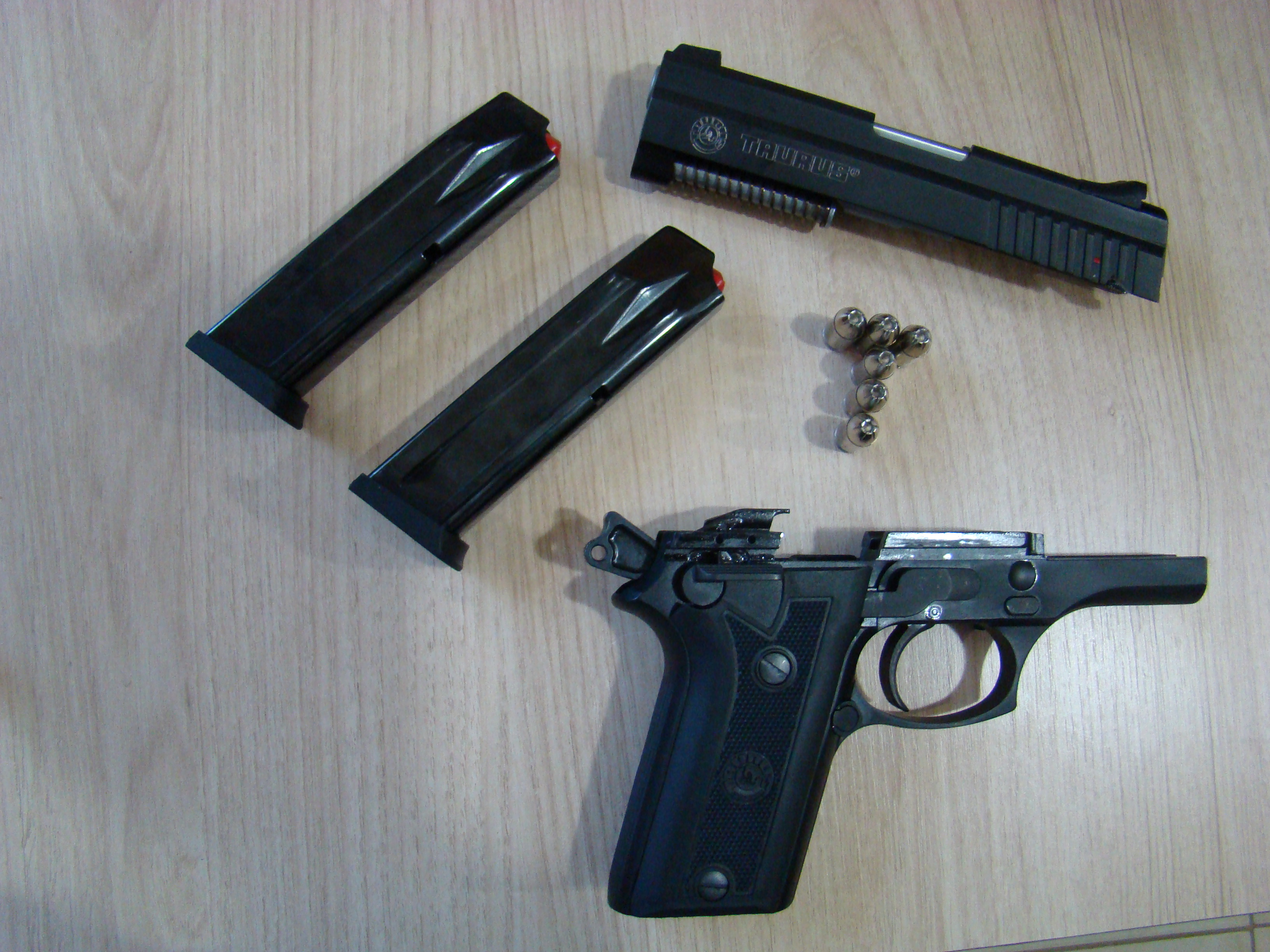
Taurus PT 938 desmontada, carregadores e munição Silver Point

Taurus PT 938 é uma pistola semi automática fabricada pela Taurus, de ação dupla e ação simples. Com capacidade de 15+1 tiros foi uma arma extremamente comercializada para o uso civil pela utilização do calibre .380acp, já que até o ano de 2019 os demais calibres como 9mm Luger, .40s&w, .45acp, 10mm auto, ou que possuíam energia maior que 400 joules eram restritos no Brasil, teve sua produção descontinuada no ano de 2021, de acordo com o fabricante o fator predominante foi a baixa procura após a liberação de calibres mais fortes. Ainda é considerada uma das melhores pistolas na categoria, devido à portabilidade, fácil manuseio e desmontagem em primeiro escalão (dispensa o uso de ferramentas para desmontagem). Seu tamanho pouco robusto e mais portátil facilita o porte velado, mesmo tendo o peso próximo a uma pistola Full size.

## Decocking
A PT-938 possui o sistema conhecido como decocking, onde se permite desarmar o cão (colocá-lo em ação dupla a partir da ação simples), mesmo com munição presente na câmara. O sistema de disparo não é acionado, pois o cão não é completamente desarmado. Apesar do peso próximo a uma pistola Full size. Atiradores afirmam que o sistema de decocking é suscetível a falhas e deve ser evitado, mas o fabricante garante que somente é liberado o percursor se o gatilho estiver totalmente puxado assim liberando a trava do percursor, além de até hoje não ter sido relatado oficialmente nenhum incidente com este armamento relacionado a este mecanismo. Para acionar o sistema de decocking da PT-938, basta acionar a trava de segurança para baixo.

## Anatomia da pistola
- Ferrolho ou Slide
- Cão
- Retém do Ferrolho / Slide
- Registro de segurança (Trava do cão),Desarmador do cão e Desarmador do percursor
- Mola recuperadora do Ferrolho/slide
- Pino guia da mola recuperadora do Ferrolho/slide
- Guarda-mato xx
- Gatilho
- Cabo ou empunhadura
- Carregador
- Retém do carregador
- Alavanca de desmontagem
- Cano
- Extrator
- Armação
- Alça de mira
- Massa de mira